# Sardinia Radio Telescope

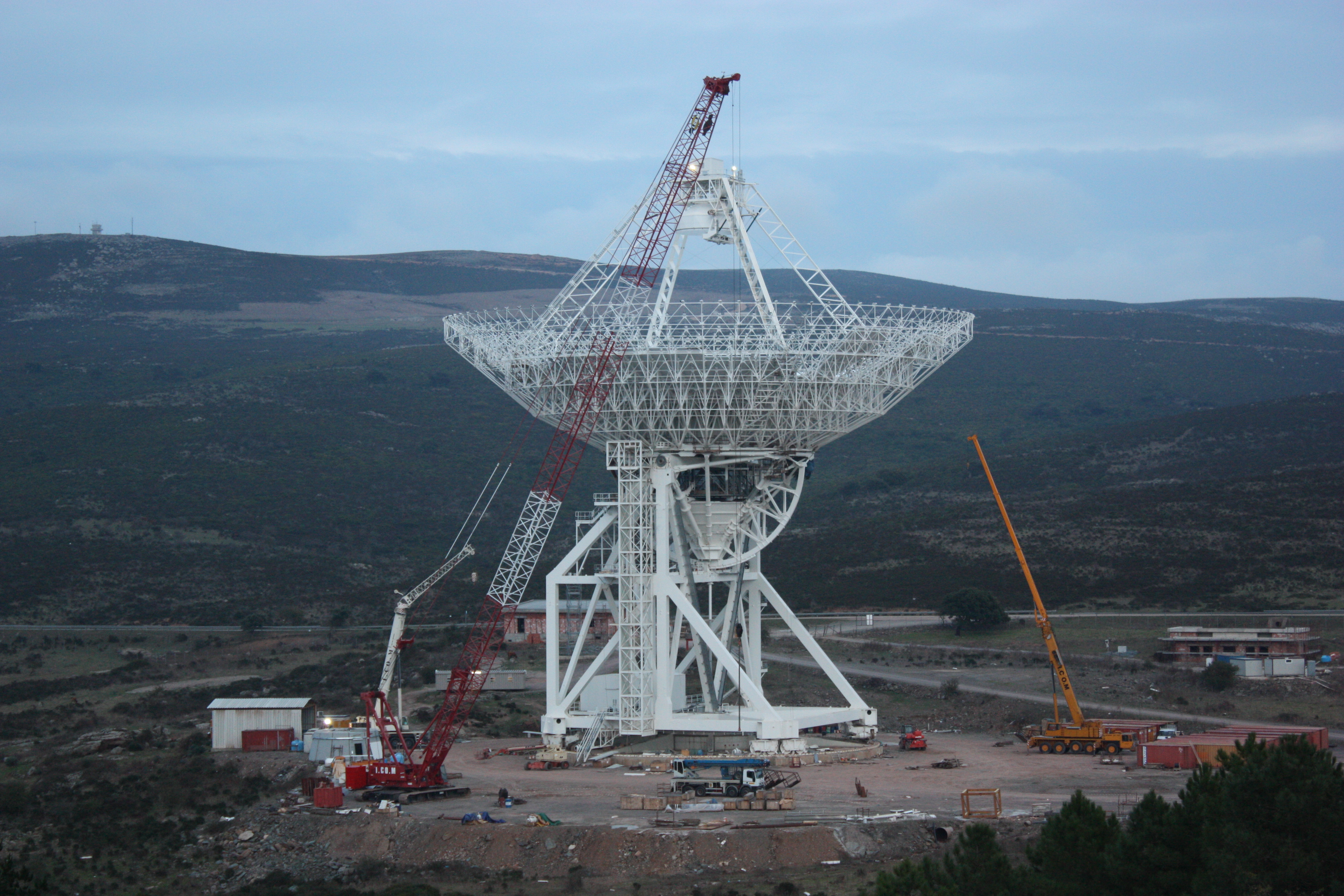
Sardinia Radio Telescope im Bau

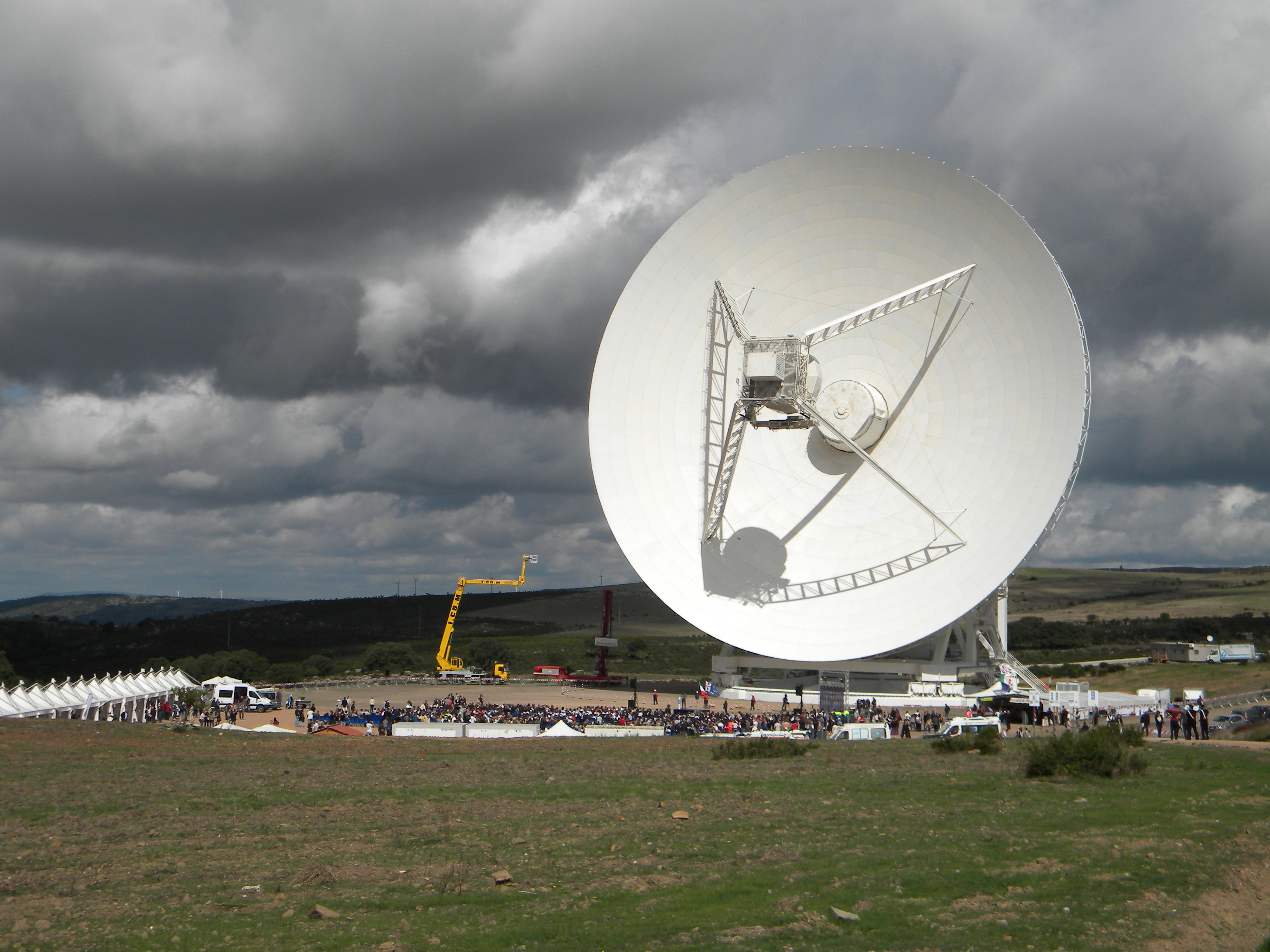
Das Teleskop zum Zeitpunkt der Eröffnung

Das Sardinia Radio Telescope oder Sardinia Deep Space Antenna ist ein Radioteleskop mit mehrfacher Nutzung für Wissenschaft, Geodäsie und Weltraumkommunikation auf der Pranu-Sanguni-Ebene in einer Höhe von 600 Meter über dem Meeresspiegel. Es befindet sich in der Gemeinde San Basilio, 35 km nördlich von der Metropolitanstadt Cagliari auf Sardinien (Italien).

## Radioteleskop
Die Konstruktion wurde im August 2012 im mechanischen Teil fertiggestellt, ca. 2014 ging das Radioteleskop in den regulären Betrieb. Der Hauptspiegel des Teleskops hat einen Durchmesser von 64 Metern und ist damit nach dem Radioteleskop Effelsberg (100 Meter) und dem Jodrell-Bank-Radioobservatorium (76 Meter) in England das drittgrößte wissenschaftliche Radioteleskop Europas. Die 70-Meter Antenne des Madrid Deep Space Communications Complex dient hauptsächlich der Weltraumkommunikation. Das Jewpatorija-RT-70-Radioteleskop auf der Krim ist seit 2014 unter Kontrolle des russischen Militärs.
Das Teleskop wurde im mechanischen Teil von der Firma MT Mechatronics GmbH geplant und errichtet. Auftraggeber und für den Betrieb der Anlage verantwortlich ist das Istituto di Radioastronomia di Bologna. Ebenfalls am Projekt beteiligt sind das Consiglio Nazionale delle Ricerche (CNR) sowie das Istituto Nazionale di Astrofisica (INAF). Die aktiven Oberflächenpanels haben eine hohe Präzision mit einer Standardabweichung von maximal 350 μm und können mit Aktuatoren angepasst werden. Das Teleskop ist ausgelegt für hohe Effektivität im Frequenzbereich von 300 MHz bis 115 GHz. Das System verfügt über mehrere gekühlte Empfänger in verschiedenen Frequenzbereichen und Atomuhren auf der Basis von Wasserstoff, Rubidium und Caesium. Die Antenne verfügt über eine 1 GB Datenverbindung, die auf 10 GB ausgebaut werden soll.
Es nimmt teil am European VLBI Network und verbessert die Datenlage in Nord-Süd-Richtung durch längere Basislinien und erweiterten Frequenzbereich signifikant. Das Radioteleskop nimmt Teil am Large European Array for Pulsars (LEAP) Projekt, dabei wird automatisiert ein monatlich wiederholter Beobachtungsplan ausgeführt.

## Sardinia Deep Space Antenna
Das Radioteleskop hat eine weitere Nutzung als Sardinia Deep Space Antenna und kann als Deep-Space-Station Daten an verschiedene Weltraumagenturen liefern. Die Einrichtung für die Kommunikation mit Raumfahrzeugen wurden 2017 von der Agenzia Spaziale Italiana (ASI) verantwortet und finanziert. Die Sardinia Deep Space Antenna teilt eine Menge der Infrastruktur und Einrichtungen mit dem Sardinia Radioteleskop, verfügt aber über spezifische eigene Einrichtungen und ein eigenes Kontrollzentrum. Für den Betrieb wird vom bisherigen Fokuspunkt das Radiosignal über eine Reihe von Spiegeln in den Untergrund geleitet, in der die Empfänger und künftig auch die Sender für die Weltraumkommunikation stehen.
Es gibt Abkommen mit der NASA und ESA, sowie die entsprechende Technik und Zertifizierung, um bei Bedarf in das DSN und ESTRACK eingebunden zu werden. in der ersten Ausbaustufe bekam das Teleskop Empfänger für das X-Band (8,4 GHz–8,5 GHz), um Telemetriedaten von interplanetaren Missionen empfangen zu können. NASA-Jet Propulsion Laboratory stellte den X-band Hornstrahler und einen gekühlten Empfänger bereit, die ESA stellte das Intermediate Frequency Modem System (IFMS) für die Verarbeitung der Signale bereit und bewerkstelligte die Verbindung zwischen dem Hornstrahler und dem Parabolspiegel.
In einer weiteren geplanten Ausbaustufe soll die Antenne zusätzliche Sender im X-, K- und Ka-Band bekommen für Deep-Space-Kommuinikation in über 2 Millionen km Entfernung und erdnahe Kommunikation in weniger als 2 Millionen km Entfernung. Dann kann sie als vollwertige Antennenstation auch Daten an Raumfahrzeuge senden. Gedacht wird dabei auch an die Unterstützung von Mondmissionen. Gemäß den Ergebnissen der Simulationen würden diese Einrichtungen dann zu den leistungsfähigsten weltweit zählen.
Mit der neu installierten X-Band Technologie konnte die Deep Space Station gerade noch das Ende der Cassini-Mission mitverfolgen, in der die ASI mit dem Beitrag der Hochgewinnantenne der Sonde bereits einen bedeutenden Teil geleistet hatte.

## Technische Daten
Quelle
- 64 Meter Hauptspiegel
- 7,9 Meter Sekundärspiegel
- Gregorianische Anordnung
- Aktive Optik mit 1116 Aktoren
- Frequenzbereich von 300 MHz bis 115 GHz